# セント・ジェームズ教区 (バルバドス)
セント・ジェームズ教区（Parish of Saint James）はバルバドスの行政教区。島の西側に位置し、カリブ海に面している。最大都市はホールタウン。面積は31平方キロメートルでセント・ジョゼフ教区に次いで小さい。人口は28,498人（2010年国勢調査）で、教区では4番目に多い。
1629年に設置された最初の6教区のひとつ。かつてはヴェストリー制により地方政府として機能していたが、1958年に新設された地区へ統合されて以降は行政機能は持っていない。2009年選挙区評議会法によると3つの選挙区評議会が設置されている。
イギリス人が初めて上陸した場所であり、かつてホールタウンは上陸時の国王ジェームズ1世の名前を冠したジェームズタウンと呼ばれていた。近年は高級住宅地・リゾート地として脚光を浴びている。公立中学校のクイーンズ・カレッジ、クバーナ航空455便爆破事件の追悼碑が所在する。

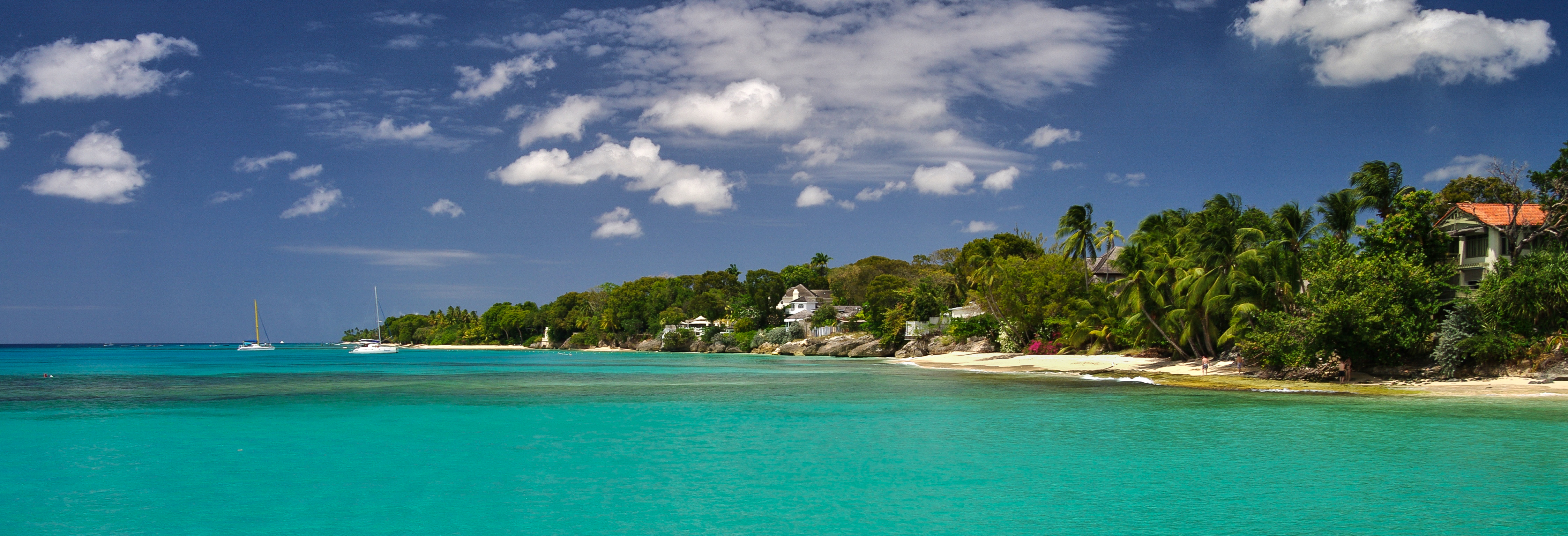
ホールタウンのビーチ

## 主要都市
- ホールタウン（Holetown）
- オックスナーズ・クレセント（英語版）（Oxnards Crescent）
- ウェスト・テラス（英語版）（West Terrace）